# Psychotria deplanchei
Psychotria deplanchei är en måreväxtart som först beskrevs av Georges Eugène Charles Beauvisage, och fick sitt nu gällande namn av André Guillaumin. Psychotria deplanchei ingår i släktet Psychotria och familjen måreväxter. Inga underarter finns listade i Catalogue of Life.